# Palatul Finanțelor din Turda
Fostul Palat al Poștei și Finanțelor din Turda (Piața Republicii nr. 15, colț cu părculețul și cu Lapidariul din fața Muzeului de Istorie și al Bisericii Reformate-Calvine din Turda-Veche) a fost construit între anii 1901-1902, în locul construcțiilor demolate din frontul pieței: bastionul de nord-est al fortăreței medievale, depozitul cizmarilor-tăbăcarilor și poarta barocă a Palatului Princiar. 

## Descriere
Stilul eclectic-neobaroc al clădirii poartă amprenta stilului Secession (Arta 1900), fiind vizibil începutul unei degajări urbanistice, nefinalizate pe partea către Biserica Reformată-Calvină. Arhitect: Lang Adolf.
Pe vremea județului Turda-Arieș aici a funcționat vremelnic primăria orașului, iar în perioada postbelică Intreprinderea Comercială de Stat, Oficiul de Pensii și Oficiul Brațelor de Muncă.
Impozanta clădire este înscrisă pe lista monumentelor istorice din județul Cluj, elaborată de Ministerul Culturii din România în anul 2015 (cod LMI CJ-II-m-B-07799).

## Galerie de imagini

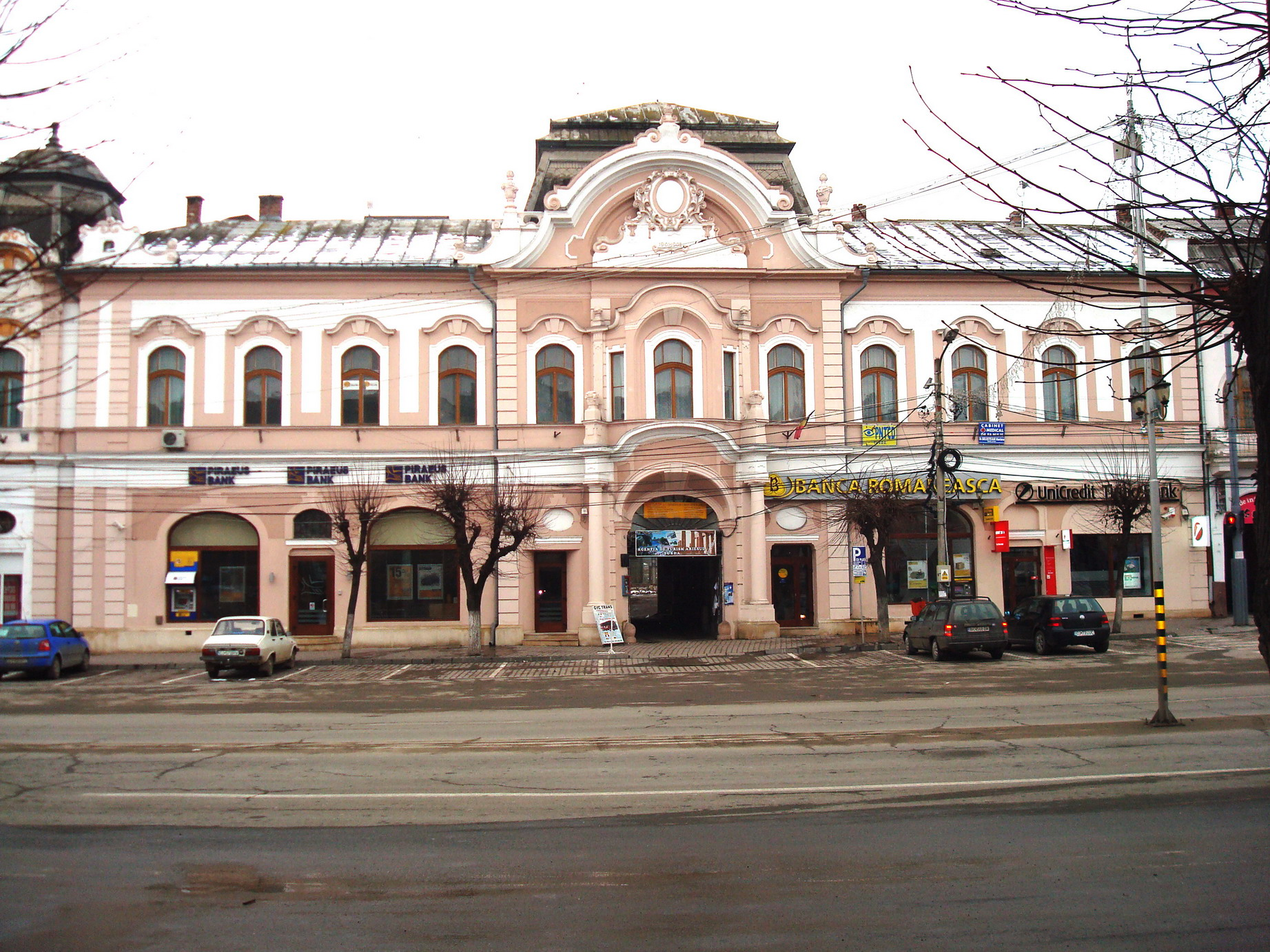
Palatul Finanţelor
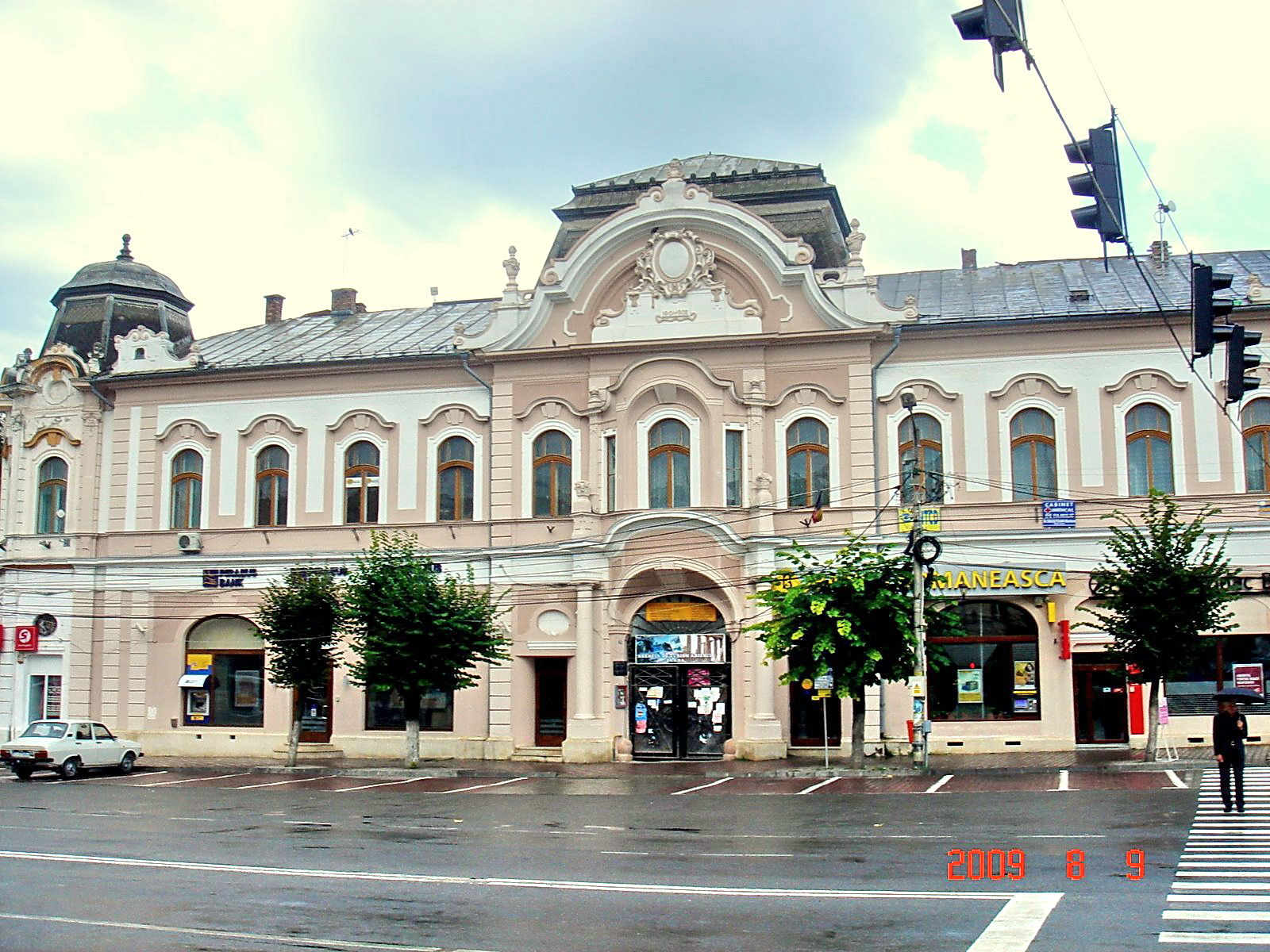
Palatul Finanţelor
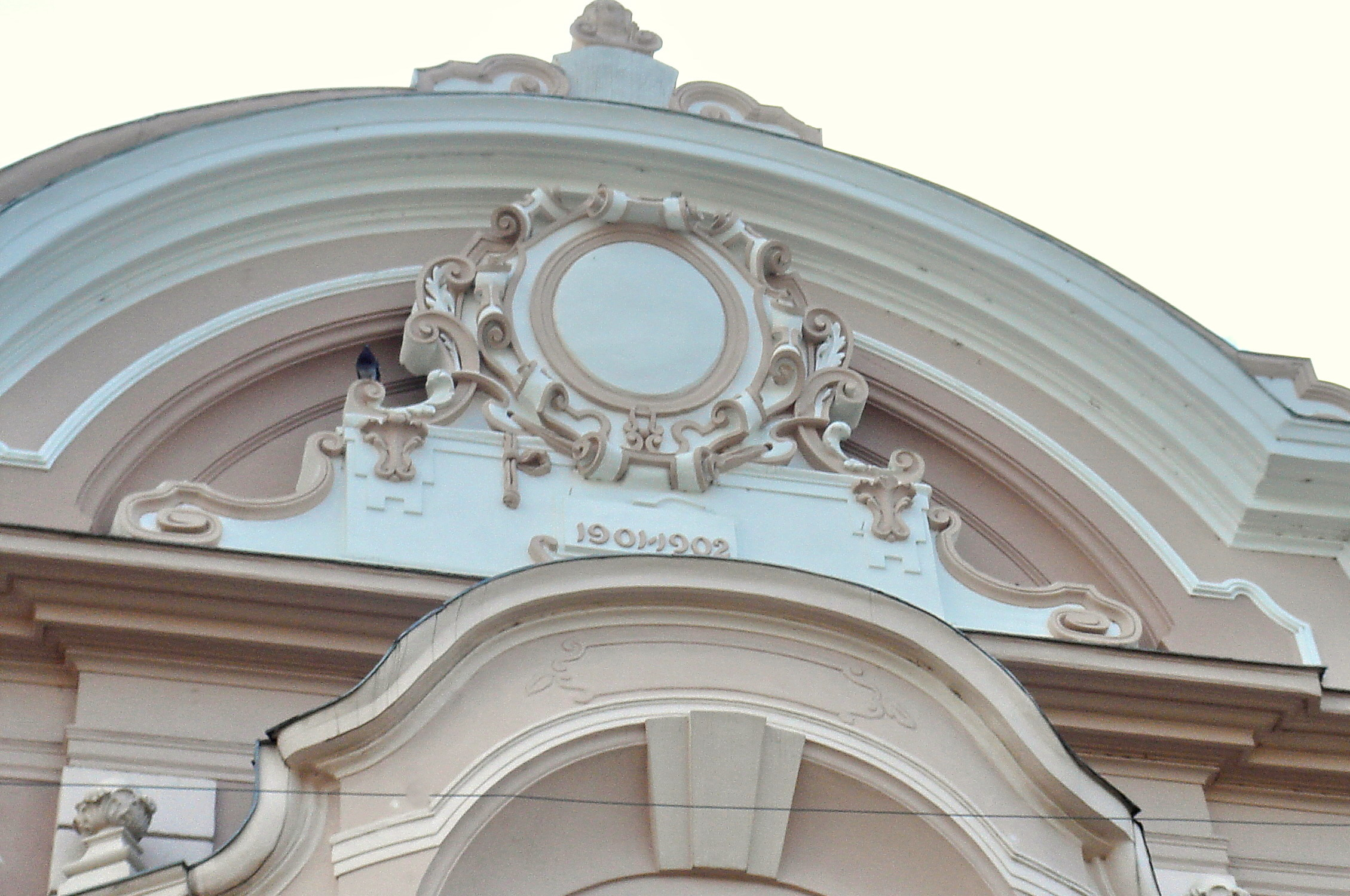
Detaliu
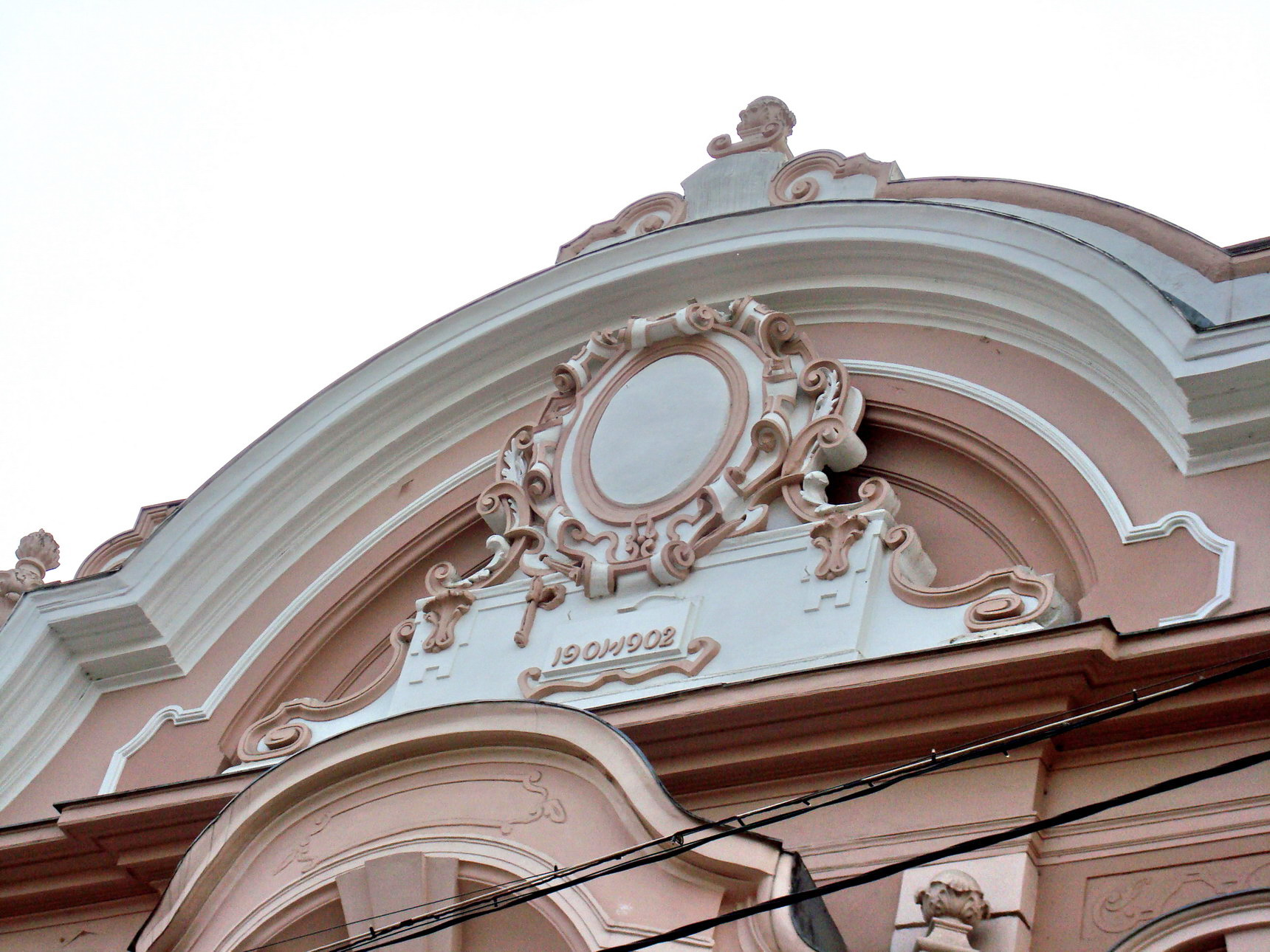
Detaliu
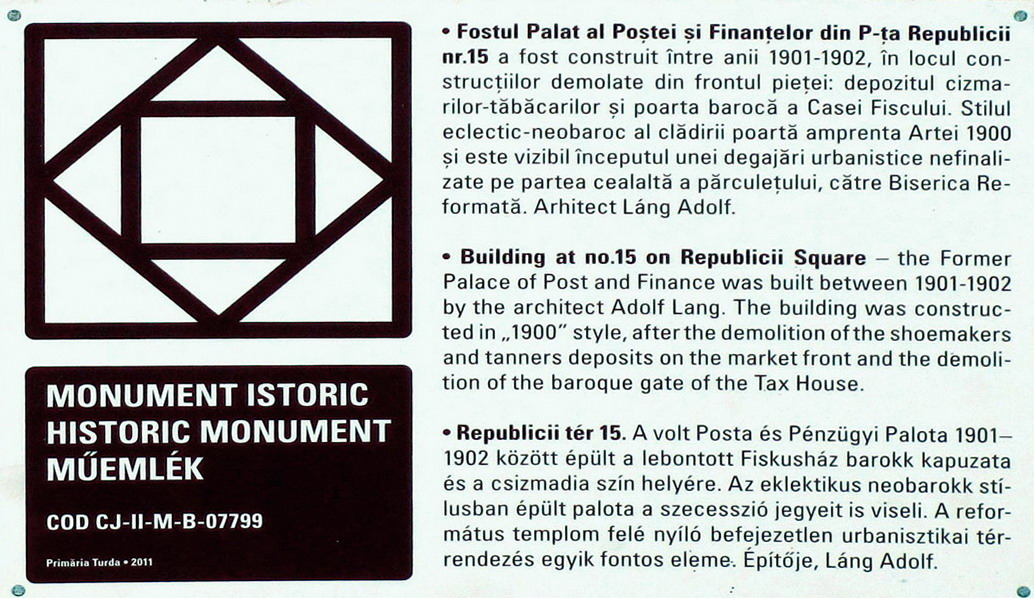
Placă informativă